# Lee Jinman
Lee Jinman (Kanada, Ontario, Toronto, 1976. január 10. –) kanadai jégkorongozó.

## Karrier
Komolyabb junior karrierjét az OHL-es North Bay Centennialsban kezdte, ahol 1993–1994 és 1995–1996 között játszott majd az 1995–1996-os szezon között átmet a Detroit Whalersbe. Legjobb szezonjában 104 pontot szerzett. Közben az 1994-es NHL-drafton a Dallas Stars csapata kiválasztotta a második kör 46. helyén. A National Hockey League-ben sosem játszott. Első felnőtt idényét az IHL-es Kalamazoo Wingsben töltötte. 1997–1998-ban játszott az ECHL-es Dayton Bombersban és a Kalamazoo Wingsben. A következő idényt a Kalamazoo Wingsben, a szintén IHL-es Las Vegas Thunderben, az AHL-es Cincinnati Mighty Ducks és a szintén AHL-es Fredericton Canadiensben játszotta. 1999–2000-ben szerepelt az AHL-es Saint John Flamesben, az IHL-es Houston Aerosben, az ECHL-es Pee Dee Prideban és a szintén ECHL-es Jackson Banditsban. 2000–2001 játszott a Jackson Banditsban, az ECHL-es Trenton Titansban és az Arkansas RiverBladesben. 2001–2004 között a brit ligában játszott a Nottingham Panthersban majd a 2003–2004-es szezon közben a svéd ligába igazolt a Timrå IK-be. Innen a következő idényben az osztrák Salzburg csapatába ment. 2005–2006-ban a svájci másodosztályban, egy évvel később a svájci első osztályban szerepelt az SC Langnau de a szezon közben a svájci B-ligába került a HC Sierre-Anniviersbe utána pedig az EHC Vispbe. 2007–2008-ban játszott a HC Sierre-Anniviersben és egy kis időt a Lausanne HC. 2008–2009-ben ismét a HC Sierre-Anniviers kerettagja volt. A rájátszásra felkerült az A-ligás HC Davosba és megnyerte a bajnokságot a csapattal. A következő szezonban a B-ligás HC Sierre-Anniviersben és az A-ligás EHC Bielben szerepelt. 2012-ig felváltva játszott az A és B ligában. 2012 óta a B-ligás Chaux-de-Fonds játékosa és csapatkapitánya.

## Díjai
- CHL All-Rookie Csapat: 1994
- J. Ross Robertson-kupa: 1994
- EIHL Challenge-kupa: 2004
- NLB-pontkirály: 2006
- NLA-bajnok: 2009, 2011